# Beukenbladviltmijt
De beukenbladviltmijt (Aceria nervisequa) is een mijt behorend tot de familie der galmijten (Eriophyidae). Hij veroorzaakt gallen op bladeren van Fagus.

## Kenmerken
Aceria nervisequa veroorzaakt viltachtige gallen aan de onderzijde van de bladeren van beuk. De erinea zijn op Fagus sylvatica eerst wit, worden roze en dan bruin in de herfst, terwijl de erinea op de Fagus x taurica roze, helder karmozijnrood of paars zijn. De mijten veroorzaken ook erinea langs de nerven aan de bovenzijde van het blad waarvan aanvankelijk werd gedacht dat het een aparte soort was; bekend als Aceria faginea. De mijten overwinteren in schorsspleten of in knoppen.

## Verspreiding
De beukenbladviltmijt komt voor in Europa, waaronder Bosnië en Herzegovina, Denemarken, Frankrijk, Duitsland, Groot-Brittannië (gemeenschappelijk), Ierland, Italië, Kosovo, Kroatië, Letland, Luxemburg, Montenegro, Nederland, Noord-Macedonië, Polen, Servië en Tsjechië.

## Waardplanten
Hij komt voor op:
- Fagus sylvatica (beuk)
- Fagus ×taurica